# Vännåts naturreservat
Vännåts naturreservat är ett naturreservat i Vilhelmina kommun i Västerbottens län.
Området är naturskyddat sedan 2023 och är 630 kvadratkilometer stort. Reservatet ligger nordväst om tätorten Vilhelmina och består av grannaturskogar samt några mindre småmyrar, strängkärr och småtjärnar